# François Leclerc du Tremblay
François Leclerc du Tremblay conhecido como "O Padre José", (Paris, 4 de novembro de 1577 – Rueil-Malmaison, 17 de dezembro de 1638) foi uma eminência parda do Cardeal de Richelieu.

## Biografia
Era o filho mais velho de Jean Leclerc du Tremblay, presidente da Câmara de Petições do Parlamento de Paris e de Marie Motier de Lafayette, sua esposa. Recebeu uma educação clássica cuidadosa e, em 1595, fez uma longa viagem para a Itália de onde volta para abraçar a carreira das armas. Serviu durante o cerco de Amiens, em 1597, e depois tomou parte de uma embaixada extraordinária em Londres.
Em 1599, o Barão de Mafflier — como era conhecido — renuncia às vaidades do mundo e entra para a Ordem dos Capuchinhos de Orléans. Consagra-se às coisas da religião com devoção exemplar e torna-se um pregador e reformador de renome. Em 1606, presta assistência a Antoinette d'Orléans, religiosa da Abadia de Fontevraud, quando esta funda a Ordem das Filhas do Calvário, e escreve uma obra de devoção em sua intenção. Seu zelo catequizador leva-o a enviar missionários aos países huguenotes para arrancá-los de sua heresia.
Entra para a política quando da Conferência de Loundun: apoiado pela rainha Maria de Médicis e pelo legado do Santo Padre, opõe-se aos galicanos que possuíam o favor da nobreza, e consegue convencê-los a abandonar suas tendências separatistas. Em 1612 começam suas frutíferas relações pessoais com o Cardeal Richelieu, mantidas de maneira bastante fiel e que alimentariam a história e a lenda do Cardeal e de sua «Eminência Parda» (alusão à cor hábito dos Irmãos Capuchinhos e ao título de "eminência" reservado aos cardeais — promoção por justiça de que a morte o privou). Suas relações, aliás, jamais foram totalmente esclarecidas.

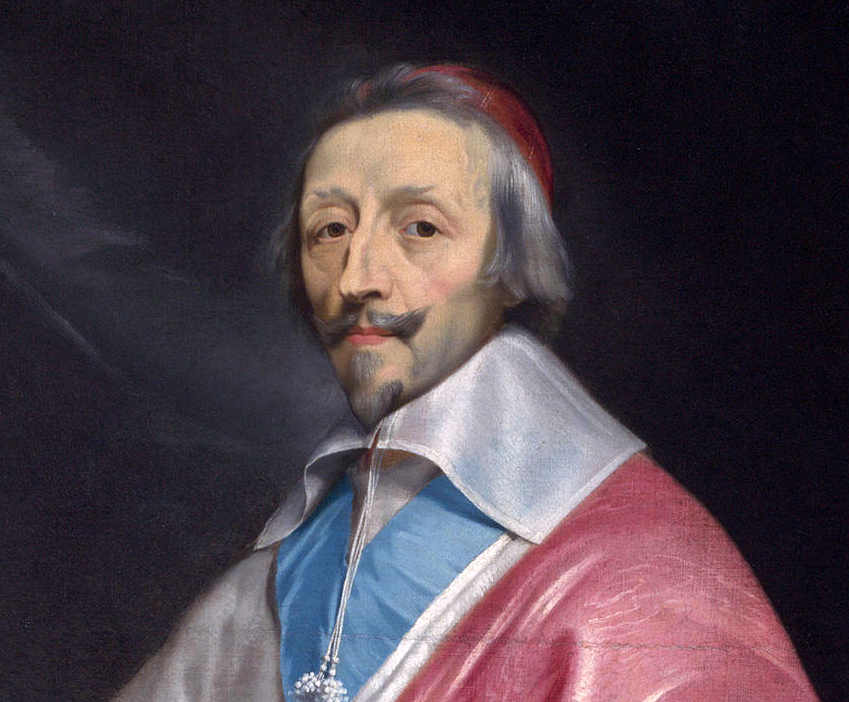
Cardeal Richelieu

Graças ao vasto arsenal de monges capuchinhos, "O Padre José" cria uma rede de informações a serviço de Richelieu. Os monges, transformados em agentes de informação, lhe permitem na verdade ter permanentemente notícias confidenciais provenientes das diversas zonas de conflito.
De 1617 a 1625, Leclerc du Tremblay compõe "La Turciade", uma epopéia em quatro mil seiscentos e trinta e sete versos em latim, que será impresso em dois exemplares. O Papa Urbano VIII, destinatário de um deles e também poeta, chama-o "A Eneida Cristã".
Em 1627, o monge assiste ao cerco de La Rochelle. A França estava então, senão envolvida na Guerra dos Trinta Anos, ao menos já na política ativa de apoio aos inimigos (protestantes) do Imperador (católico) Fernando III. Esta aliança aparentemente contraditória com a linha política adotada dentro do reino de França possuía evidentemente um fundamento político (a luta contra a Casa da Áustria). O monge sonhava com uma Europa unida em uma nova Cruzada contra os Turcos e considerava que os Habsburgos eram um obstáculo que impedia essa paz pan-européia que tornaria a união possível. A partir daí, este novo Pedro, o Eremita cria intrigas na Dieta de Ratisbona em 1630 contra os empreendimentos do Imperador, procurando provocar a intervenção da Suécia e reconciliando-se com os partidos protestantes a fim de, de certa forma, por o mal ao serviço do bem.

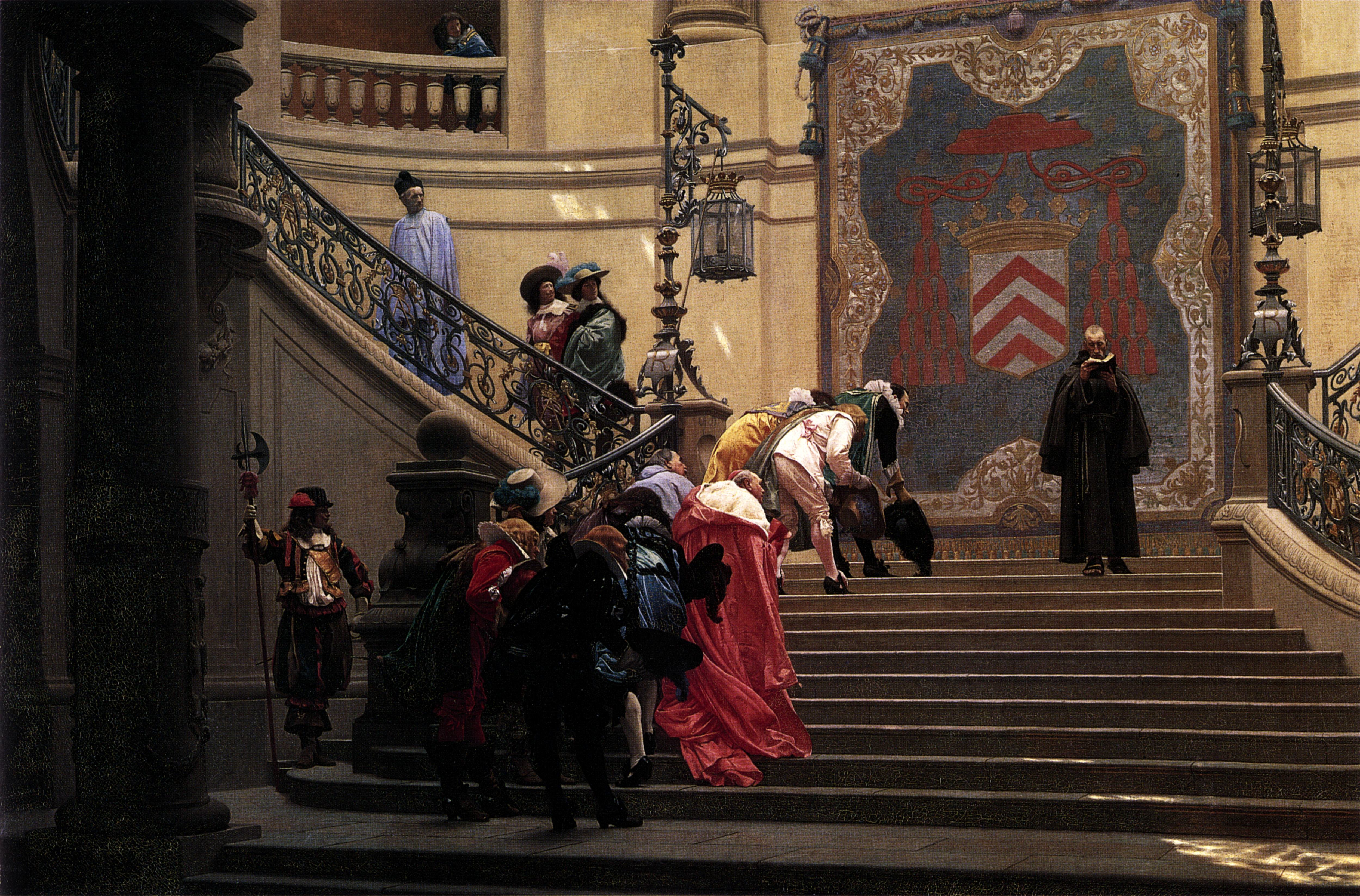
A Eminência Parda de Jean-Léon Gérôme

Foi, na sombra, um dos principais artesãos do Tratado de Westfália, que os historiadores reconhecem unanimemente ter servido como orientação política para o continente até a Segunda Guerra Mundial.
Desta forma, este monge austero tornou-se um promotor de guerras; guardando rigor em sua vida pessoal, consagrou-se à diplomacia e à política.
Sofreu um primeiro derrame cerebral na primavera de 1638 e morreu poucos dias depois de um segundo ataque, no dezembro seguinte. O Cardeal Richelieu escreveria "Perco minha consolação e meu único socorro, meu confidente e meu apoio."
Na sequência, será Mazarino quem tornar-se-á o interlocutor privilegiado de Richelieu.